# Valentín Carboni
Valentín Carboni (* 5. března 2005) je argentinský profesionální fotbalista, který hraje na pozici ofenzivního záložníka za italský klub FC Inter Milán a argentinský národní tým.

## Klubová kariéra

### Mládežnické roky
Narodil se v Buenos Aires a v raném dětství hrál futsal za místní tým Club Lafuente v Lanúsu; V roce 2013, když mu bylo osm let, začal hrát fotbal a připojil se k mládežnické akademii Lanúsu.
V červenci 2019 se Carboni připojil k mládežnickému týmu italského klubu Catania FC spolu se svým starším bratrem Francem a otcem Ezequielem, který právě převzal dvojitou roli trenéra mládeže a vedoucího rozvoje mládeže v klubu.

### Inter Milán
2020–2022: mládežnický tým
O rok později, poté, co přilákal zájem několika významných evropských klubů, se Carboni i jeho bratr připojili k Interu Milán, klubu hrající Serii A za odhadovanou přestupovou částku 300 000 eur.
Carboni rychle prošel mládežnickými kategoriemi Nerazzurri, od začátku sezóny 2021/22 se etabloval jako součást týmu do 19 let a v roce 2022 pomohl výše uvedenému týmu vyhrát národní šampionát do 19 let.
Sezóna 2022/23: debut v prvním týmu
Na začátku sezóny 2022/23, kdy stále hrál za tým Primavera v národní lize a v Juniorské lize UEFA, začal Carboni trénovat v prvním týmu Interu Milán pod vedením trenéra Simone Inzaghiho. Záložník následně debutoval v profesionální kariéře 1. října 2022 ve věku 17 let a 206 dní, když v 88. minutě při ligové prohře 2:1 s AS Řím nastoupil jako náhradník za Federica Dimarca. Poté 1. listopadu debutoval v Lize mistrů UEFA, když v 76. minutě při prohře 0:2 ve skupinové fázi proti Bayernu Mnichov nahradil Joaquína Correu.
V červenci 2023 podepsal Carboni s Interem novou dlouhodobou smlouvu.
Sezóna 2023/24: hostování v Monze
Dne 15. července 2023 se Carboni oficiálně připojil k jinému klubu Serie A Monze na sezónní hostování. 1. prosince vstřelil svůj první profesionální gól při domácí ligové prohře 2:1 s Juventusem.
Sezóna 2024/25: hostování Marseille a zranění
Dne 7. srpna 2024 se Carboni připojil k francouzskému klubu Olympique Marseille na sezónní hostování s opcí na koupi. V říjnu 2024 během reprezentační přestávky si Carboni přetrhl přední zkřížený vaz, což ho vyřadilo na dlouhou dobu. Dne 11. února 2025 bylo Carboniho hostování předčasně ukončeno, aby mohl pokračovat v rehabilitačním procesu v Miláně v rámci přípravy na Mistrovství světa ve fotbale klubů 2025.

## Reprezentační kariéra
Díky svému dvojímu občanství je Carboni na mezinárodní úrovni oprávněn reprezentovat Itálii i Argentinu.

### Itálie U17
V roce 2019 se zúčastnil několika tréninkových kempů s italskou reprezentací do 15 let; poté v letech 2021 až 2022 hrál za italský národní tým do 17 let.

### Argentina U20
V březnu 2022 Carboni obdržel první oficiální povolání do argentinské seniorské reprezentace, když byl zařazen na předběžnou listinu pro kvalifikační zápasy na Mistrovství světa ve fotbale 2022 proti Venezuele a Ekvádoru.
V květnu 2022 ho trenér Javier Mascherano zařadil do argentinského týmu do 20 let, který se zúčastnil turnaje Maurice Revella ve Francii a tým Albiceleste nakonec skončil na pátém místě poté, co vyhrál zápas play-off s Japonskem.
V říjnu 2022 ho trenér Lionel Scaloni zařadil do předběžného týmu Argentiny pro Mistrovství světa ve fotbale 2022 v Kataru, ačkoli se do finálního seznamu 26 hráčů nedostal.
V březnu 2023 byl znovu povolán do argentinské reprezentace na dva přátelské zápasy proti Panamě a Curaçau.
V květnu téhož roku byl zařazen do finálního týmu pro Mistrovství světa ve fotbale do 20 let 2023 v Argentině. Při debutu 20. května vstřelil svůj první gól při vítězství 2:1 nad Uzbekistánem.

### Argentinský národní tým
Carboni debutoval za argentinskou reprezentaci 26. března 2024 v přátelském utkání proti Kostarice, když v 82. minutě vystřídal Ángela Di Maríu.
V červnu 2024, v době, kdy měl odehrány pouze dva zápasy za argentinský národní tým, byl Carboni zařazen do konečného 26členného argentinského týmu Lionela Scaloniho pro Copa América 2024.

## Osobní život
Carboni je synem bývalého argentinského fotbalisty Ezequiela Carboniho.
Jeho starší bratr Franco (narozen 2003) je sám fotbalista: oba spolu hráli v mládežnických týmech Lanúsu, Catanie a Interu Milán.
Má také dva mladší sourozence, Cristiana (narozen 2009) a Almu (narozena 2016).

## Statistiky

### Klubové
Platí k zápasu hranému 4. října 2024.
| Klub                  | Sezóna            | Liga              | Liga   | Liga | Národní pohár | Národní pohár | Kontinentální | Kontinentální | Ostatní | Ostatní | Celkově | Celkově |
| Klub                  | Sezóna            | Soutěž            | Zápasy | Góly | Zápasy        | Góly          | Zápasy        | Góly          | Zápasy  | Góly    | Zápasy  | Góly    |
| --------------------- | ----------------- | ----------------- | ------ | ---- | ------------- | ------------- | ------------- | ------------- | ------- | ------- | ------- | ------- |
| Inter Milán           | 2022/23           | Serie A           | 5      | 0    | 0             | 0             | 1             | 0             | 0       | 0       | 6       | 0       |
| Monza (hostování)     | 2023/24           | Serie A           | 31     | 2    | 1             | 0             | –             | –             | –       | –       | 32      | 2       |
| Marseille (hostování) | 2024/25           | Ligue 1           | 4      | 0    | 0             | 0             | –             | –             | –       | –       | 4       | 0       |
| Celkově v kariéře     | Celkově v kariéře | Celkově v kariéře | 40     | 2    | 1             | 0             | 1             | 0             | 0       | 0       | 42      | 2       |

### Reprezentační
Platí k zápasu hranému 29. června 2024.
| Národní tým | Rok     | Zápasy | Góly |
| ----------- | ------- | ------ | ---- |
| Argentina   | 2024    | 3      | 0    |
| Celkově     | Celkově | 3      | 0    |

## Úspěchy
Inter Milán U19
- Campionato Primavera 1: 2021/22

Inter Milán
- Coppa Italia: 2022/23
- Supercoppa Italiana: 2022
- Poražený finalista Ligy mistrů UEFA: 2022/23

Argentina
- Copa América: 2024